# Mater Dolorosa (Aue)

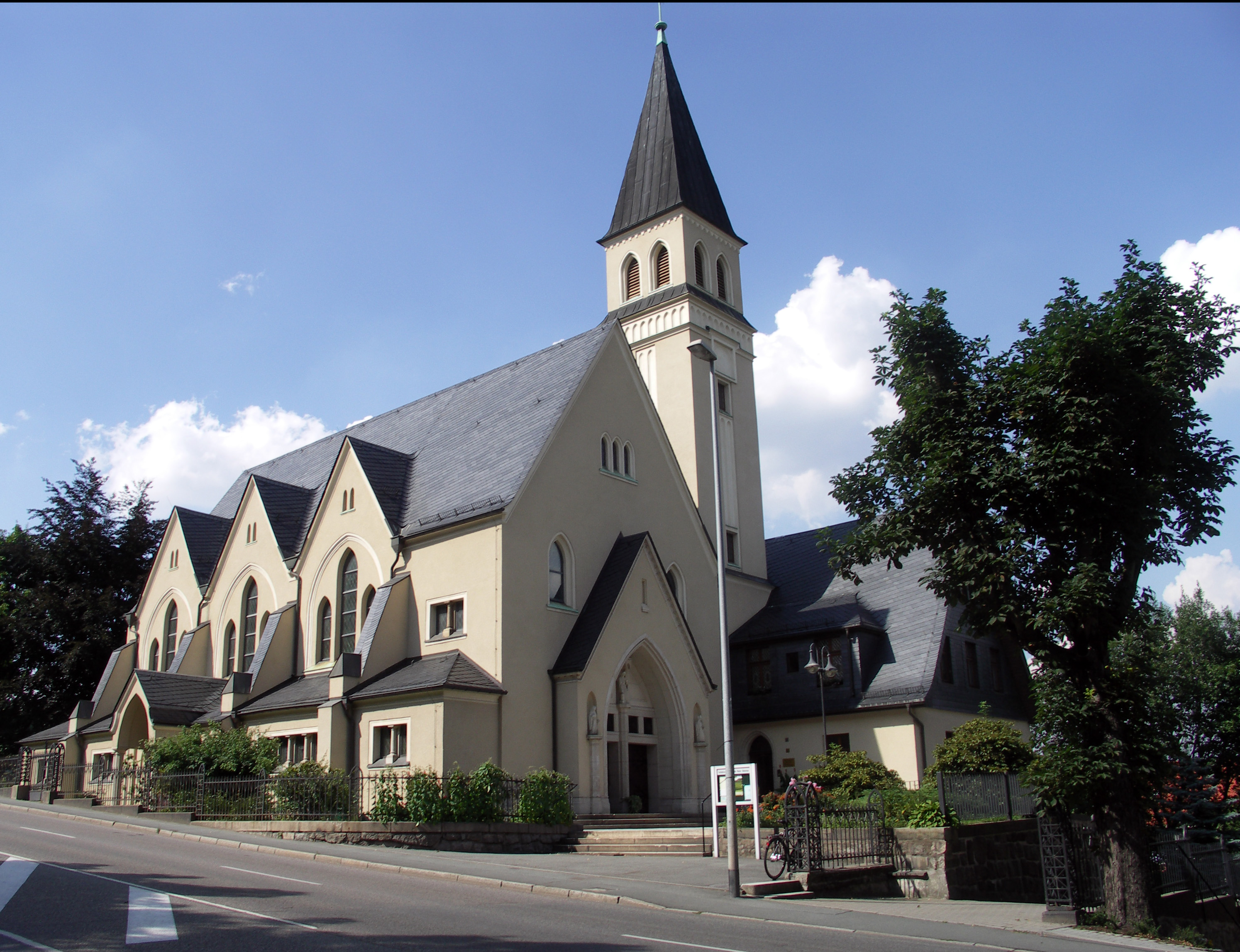
Katholische Kirche Mater Dolorosa in Aue

Die katholische Kirche Mater Dolorosa in Aue ist ein zwischen 1913 und 1915 errichteter neugotischer Gebäudekomplex aus Gottes- und Pfarrhaus im sächsischen Erzgebirgskreis. Die Kirchgemeinde in Aue bildet zusammen mit den Katholiken aus Schwarzenberg, Stollberg und Zwönitz die Katholische Pfarrei Mariä Geburt, die zum Dekanat Zwickau im Bistum Dresden-Meißen gehört.

## Lage
Das Gotteshaus steht mit dem Eingang parallel zur Schneeberger Straße knapp an einem Abhang und hat die Hausnummer 82. Der Kirchturm befindet sich aus statischen Gründen an der Nordost-Seite des Kirchengebäudes; sie sind nur lose miteinander verbunden. Wegen der besonderen Lage konnte keine Ostung eingehalten werden. Östlich und nördlich gibt es eine kleine Zufahrtsstraße als Sackgasse.

## Geschichte
Die Industrialisierung im Erzgebirge führte im 19. Jahrhundert unter anderem zur Zuwanderung von Arbeitskräften aus dem katholischen Böhmen, Schlesien und Italien. Für diese Menschen wurde vom Pfarramt Zwickau am 1. Juli 1907 die Expositur Aue eingerichtet und Kaplan Johann Wenke als Expositus bestellt. Der Einzugsbereich dieses katholischen Seelsorgebezirks mit rund 4050 Gemeindemitgliedern erstreckte sich auf die Orte Aue, Eibenstock, Hartenstein, Johanngeorgenstadt, Zwickau und Zwönitz. Seit der Reformation war in der evangelisch-lutherischen Gegend kein katholisches Gotteshaus vorhanden, weswegen für die ab dem 7. Juli 1907 stattfindenden Gottesdienste zunächst eine angemietete Turnhalle am Auer Schützenhaus auf dem Heidelsberg und eine kleine Hauskapelle in der Wohnung des Priesters (zuerst Goethestraße, später Bahnhofstraße) genutzt wurden.
Gegen Ende des 19. Jahrhunderts plante die Gemeinde den Bau einer eigenen Kirche, wofür vom Kaplan Spendengelder gesammelt wurden. Er sprach dazu Fabrikanten im Ort an und versendete Bettelbriefe. Die Spender erhielten ein Erinnerungsblatt mit der Abbildung des geplanten Kirchenensembles und dem Text

„Katholische Kirche in Aue (Erzgebirge) (im Bau) ;
Für die gütige Spende dankt mit einem warmen „vergelt’s Gott“ Expositus Joh. Wenke.“

Als Bauplatz stellte der Auer Textilfabrikant Alwin Bauer ein 3150 m² großes Gelände an der Schneeberger Straße 82 zur Verfügung, das er der Gemeinde 1910 überschrieb. Im Jahr 1912 spendete die Witwe Veronika Fischer, die auch Mäzenin beim Bau der Dresdner Herz-Jesu-Kirche war, 60.000 Reichsmark für die Baukosten. Zur Bauvorbereitung musste das abschüssige Gelände begradigt und verfestigt werden, womit am 20. Oktober 1913 begonnen wurde. Den baulichen Entwurf des Gebäudeensembles lieferte der Architekt Max(imilian) Mayer aus Plauen. Die feierliche Grundsteinlegung erfolgte am 14. April 1914. Trotz des Abzugs zahlreicher Bauarbeiter zum Kriegsdienst im Ersten Weltkrieg und knapper Baumaterialien wurde das Gebäudeensemble aus Kirche und Pfarrhaus 1915 fertiggestellt. Bischof Franz Löbmann nahm am 26. September 1915 die Weihe auf den Namen Mater Dolorosa vor.
Im Jahr 1923 erhielten die Gebäude elektrisches Licht.

## Architekt
Der Kirchenarchitekt Maximilian Mayer aus Plauen im Vogtland lebte 1925 laut Adressbuch der Stadt in der Bärenstraße 52. Seine Hauptschaffenszeit war 1900–1930. Er beeinflusste in der Architektur des Vogtlandes den Übergang von der Gründerzeit zur Moderne. Mayer entwarf zahlreiche katholische Kirchen und Kommunalbauten; so u. a. die Marienschule und die Arnold-Villa (1908–10) in Greiz, die Kirchen St. Elisabeth (1912–13) in Bad Elster sowie Zum heiligen Kreuz (1914–16) in Auerbach. Einen seiner letzten Bauten errichtete Mayer mit St. Bonifatius (1926–29) in Werdau als Symbiose von Kirche, Turm und Pfarrhaus im Reformstil.

## Außen-Architektur

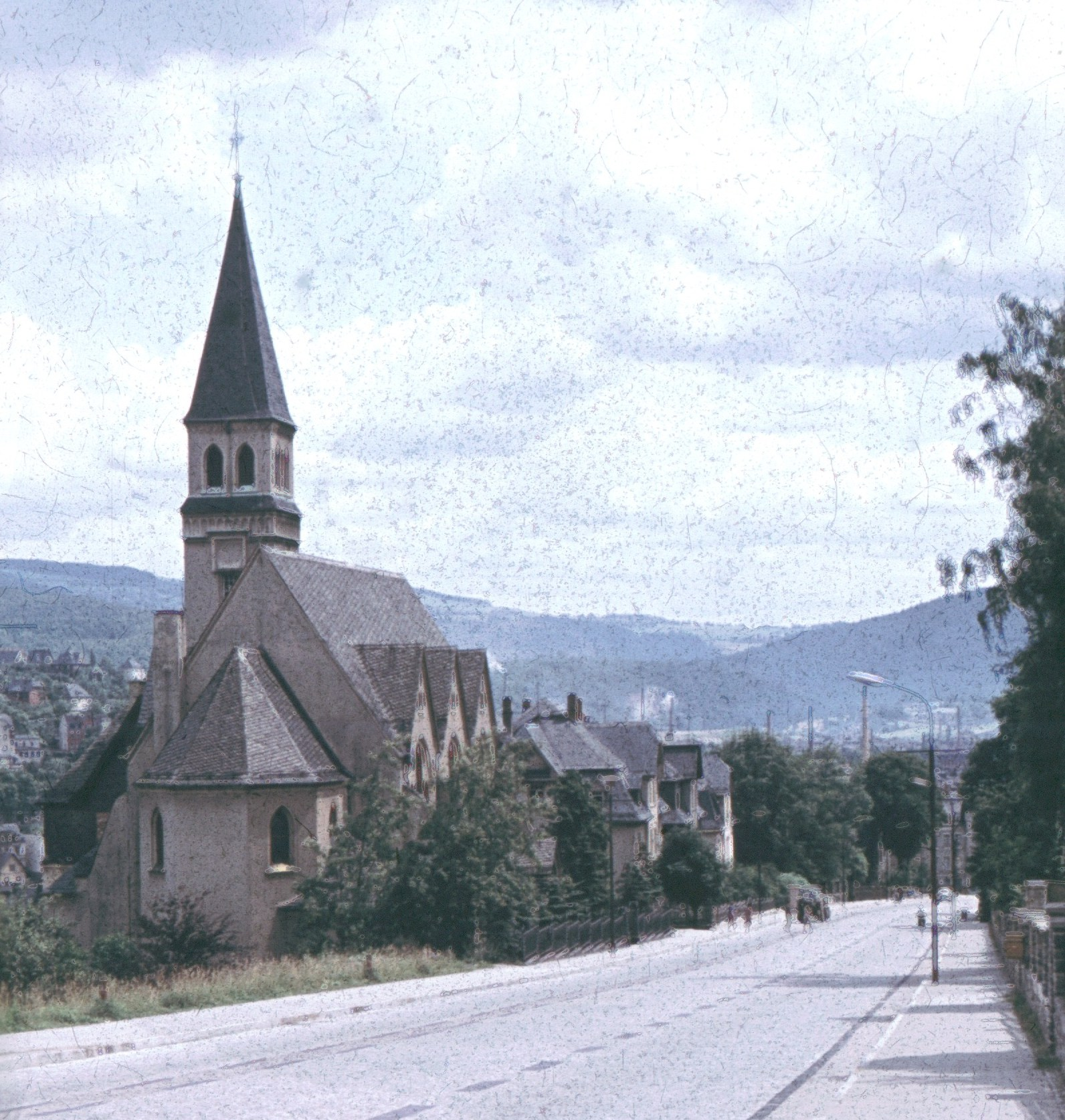
Kirche Mater Dolorosa anno 1962

Der Gebäudekomplex aus gelben Ziegelsteinen ohne Verputz und mit Schieferdeckung besteht aus einem dreigeteilten Grundriss. Das zur Straße gerichtete Kirchengewölbe mit drei symmetrisch angeordneten Querschiffen als Hauptgebäude steht in südost-nordwestlicher Richtung (Apsis auf der Nordwestseite). Über dem Haupteingang befinden sich Skulpturen der Heiligen Barbara, Hedwig und Nikolaus, die 1999, durch private Spenden finanziert, angefertigt wurden. Der von der Straße abgewandte circa 20 Meter hohe Kirchturm bildet den zweiten Teil des Ensembles. Er hat einen quadratischen Grundriss und erhielt 1928 drei bronzene Glocken. Diese sind in den 1940er Jahren zu Kriegszwecken eingeschmolzen und 1956 durch drei neue Glocken ersetzt worden (Stimmung gis, ais, cis). 1978 wurde dem Turm ein neuer eckiger, verkupferter Spitzhelm aufgesetzt.
Auf der Hangseite befinden sich Sakristei und Pfarrhaus als dritter Teil der Gebäudegruppe. Ihr Giebel bildet, übereck gestellt mit dem Kircheneingang, einen kleinen ruhigen Kirchvorplatz.

## Innen-Architektur
Kirchenschiffe und Fenster 
Die Apsis ist halb-sechseckig und verfügt über zwei hoch angeordnete Fenster mit bunter Verglasung. Beiderseits daneben gibt es unbunte ebenfalls spitzbogige Fenster für den Tageslichteintritt.
Die Fenster im Hauptschiff sind zu drei Dreiergruppen in kleinen Giebel, der Querschiffe zusammengefasst.
Die Seitenschiffe ruhen auf langgestreckten Spitzbögen.
Für die Orgel gibt es eine kleine hölzerne Empore.

## Ausstattung

### Innenraum, Altar, Bestuhlung
Zur ersten Ausstattung der Kirche hatte ein Hochaltar in der fünfeckigen Chorapsis gehört, der bei der Sanierung des Gebäudes 1973 abgebaut wurde. An seiner Stelle befindet sich ein in das Hauptschiff ragender, künstlerisch gestalteter Altar. Er trägt die Bezeichnung Arche – die Altarinsel und besteht aus einer Kombination von hellem Naturholz mit einer Schieferplatte. Der neue Altar wurde am 1. Mai 2005 geweiht. Mittig in der Apsis hängt ein geschnitztes Kruzifix. 
Seit der Kirchweihe wurde der Innenraum mehrfach umgestaltet, 1973 nach Empfehlungen der Katholischen Kirche vereinfacht. 1987 und 2004 gestaltete die Firma horst architekten den Altarraum neu und installierte eine neue Innenbeleuchtung.
Etwa zehn doppelte hölzerne Bankreihen bieten Platz für mehr als 120 Kirchenbesucher. Im Mittelgang und vor der Altarinsele liegen helle Fußbodenfliesen.
Alle Wandflächen im Inneren sind geweißt, Einbauten aus hellem Holz gefertigt.

### Weiteres
In der Sakristei befinden sich ein Tabernakel und ein siebenarmiger Stand-Kerzenleuchter.
Im Pfarrsaal hängt ein 1988 angefertigter künstlerischer Bilderzyklus mit Darstellung des Kreuzwegs.

## Orgel
Im Jahr 1927 erhielt die Kirche eine erste Orgel der Firma Jehmlich, die aus einer anderen Kirche hierher versetzt wurde. 1952 wurde eine neue Orgel desselben Herstellers eingebaut, die 2004 überholt wurde.

## Entwicklung der Kirchengemeinde
Durch den Ersten Weltkrieg verlor die Kirchengemeinde zahlreiche Mitglieder. Viele Familien verarmten. Für den Pfarrer bedeutete das mehr Dienst an den Trost suchenden Menschen. Ab 1922/23 unterstützte ein neu gegründeter Kirchenvorstand seine Arbeit. Er erhob Aue zu einer eigenen Pfarrei bei Abtrennung des Bereiches Schwarzenberg mit Johanngeorgenstadt. 1932 erhielt die Gemeinde eine Seelsorgehelferin (von 1941 bis 1945 eine Ordensschwester) und 1939 wurde der Bereich Eibenstock ausgegliedert.
Unter der NS-Herrschaft wurden die katholischen Gemeindeverbände aufgelöst. Zwischen 1943 und 1945 vergrößerte sich die Gemeinde durch die vorübergehende Unterbringung von Rheinländern, die aus zerbombten Städten im Westen Deutschlands evakuiert worden waren. Außerdem besuchten zahlreiche ausländische Zwangsarbeiter die Gottesdienste in der Kirche. Die Pfarrgemeinde erfuhr einen großen Zulauf durch Tausende Heimatvertriebene aus den früheren deutschen Ostgebieten und die aus ganz Deutschland angeworbenen Arbeiter für den Uranerzbergbau ab 1946.
Zwischen 1955 und 1970 gab es mehrfach verwaltungsmäßige Änderungen wie die Abtrennung der Seelsorgebereiche Schneeberg/Schlema/Lindenau bzw. Zwönitz/Lößnitz/Affalter und die Errichtung des Dekanats Aue mit den Pfarreien Aue, Schneeberg, Schwarzenberg, Zwönitz, Stollberg, Oelsnitz sowie den Vikarien Eibenstock und Johanngeorgenstadt. 1970 wurde ein erster ökumenischer Gottesdienst in der evangelischen St.-Nicolai-Kirche abgehalten, der seitdem zweimal jährlich stattfindet. Besonders erwähnenswert ist das Engagement der katholischen Kirche. Bei den Massenprotesten im Herbst 1989 fanden in der Kirche „Friedensgottesdienste“ statt.
Die 2005 umstrukturierte Pfarrgemeinde Aue mit etwa 1500 Katholiken in ihrem Einzugsbereich (Stand 2006) bestand aus der Kirche in Aue, aus der Filialkirche St. Pius X. in Schneeberg und den Kapellen St. Joseph in Eibenstock und Kostbares Blut (am 6. Oktober 2024 profaniert) in Schönheide. Am 6. Januar 2019 entstand aus den alten Pfarreien Aue, Schwarzenberg, Stollberg und Zwönitz die neue katholische Pfarrei Mariä Geburt, die verwaltungstechnisch (weiter) zum Dekanat Zwickau im Bistum Dresden-Meißen gehört.

## Quelle
- Infoblatt 1915–2005. 90 Jahre Katholische Pfarrkirche 'Mater Dolorosa' in Aue/Sa.